# Скансен
„Скансен“ (на шведски: Skansen) е първият в Швеция музей на открито в комбинация със зоологическа градина.
Разположен е на остров Юргорден (Djurgården) в Стокхолм. Музеят е основан на 11 октомври 1891 г. от Артур Хазелиус (Artur Hazelius, 1833 – 1901) за представяне на шведския бит и култура от разни области на страната.
Името на музея идва от шведското „сканс“ (Skans), означаващо защитно укрепление за съхраняване на дървен материал или руда.

## История
През ХІХ век, както в цяла Европа, в Швеция настъпва индустриална революция. Селският начин на живот постепенно отстъпва път на новото индустриално общество, което заплашва изчезването на множество традиционни обичаи и занаяти. Това е причината през 1891 г. шведският 
етнограф, филолог и колекционер Артур Хазелиус да открие „Скансен“ в сърцето на Стокхолм. Хазелиус е вдъхновен от друг музей на открито, основан през 1881 г. в Кристияния от датския крал Оскар II. По-късно „Скансен“ се превръща в модел за изграждането на подобни музеи на открито в Скандинавия, както и други части на света.
Първоначално главният вход на музея е бил в планинската част, срещу сегашното испанското посолство. През 1897 г. е построен нов главен вход, наречен „Хазелиус“. Оттук може да се стигне до обектите на „Скансен“ с влакче върху релси и въжена линия. Тя е дълга 107 м с разлика в нивата 30 метра. През лятото за период от три месеца с влакчето пътуват до изложбата над 20 000 пътници.
През 1938 г. открит сегашният главен вход на Скансен. През 1986 г. е модернизиран, като са добавени три покрити будки, проектирани от шведския архитект Ове Хидемарк (1931 – 2015).
В началото „Скансен“ е бил част от Нордическия музей в Стокхолм (също основан от Хазелиус), но през 1963 г. става независима организация. Обектите в „Скансен“ обаче все още са собственост на Нордическия музей.
След множество пътувания и проучвания в Швеция Хазелиус купува около 150 къщи от цяла Швеция, както и структури от Телемарк, Норвегия. Къщите са пренесени на части в „Скансен“, където са сглобени до първоначалния им вариант за създаването на цялостна картина на традиционна Швеция по онова време. Само 3 от сградите в музея не са оригинални, а представляват копия на обекти, от които Хазелиус е бил впечатлен.
Всички сгради и съоръжения са отворени за посетители за демонстрация на автентичния бит и култура на Швеция от онова време и дори векове назад – имението Скугахолм (1680) и ферма от Елврус.

## Експозиция
Експонатите са разположени на площ от 300 000 m2. Във формата, в която би изглеждал типичен провинциален град от 19 век, е оформена област, посветена на традиционните занаяти (кожари, обущари, бижутери, пекари, грънчари и стъклари). В тази част се демонстрират оригиналните методи за обработка на материалите. Съществува и специален парцел за отглеждане на тютюн, използван за правенето на цигари.
Зоологическата градина е открита през 1924 г. с помощта на дарения. Представени са малко на брой животни от фауната на Скандинавия, както и няколко други от разни райони на света, но популярни в областта. Има диви и домашни животни – от змии, жаби, зайци, кози, прасета, котки и др.
В рамките на „Скансен“ се намира и аквариум с екзотични животни в естествената им среда.

## Събития
„Скансен“ е място за честване на националния и всички важни официални празници на Швеция, пряко излъчвани по националната телевизия:
- Национален празник на Швеция, 6 юни (Svenska Flaggans Dag)
- Навечерие на Нова година (Nyårsafton)
- Валпургиева нощ (Valborgsmässoafton)
- Мидсомар (Midsommar)
- Ден на Лусия (Luciadagen)

В началото на декември се отваря традиционният от 1903 г. коледен пазар на площада Болнес в Скансен като атракция за туристите и местните граждани.